# Erick Sermon
Erick Sermon (né le 25 novembre 1968 à Brentwood, New York), est un rappeur et producteur américain. Sermon est mieux connu comme membre du groupe de rap EPMD aux côtés de PMD et DJ Scratch, à la fin des années 1980 et 1990 et pour ses productions. Il fait également partie du groupe Def Squad avec Redman et Keith Murray.

## Biographie
Sermon est né le 25 novembre 1968 à Bay Shore, Long Island, New York. Sermon lance sa carrière en 1987 au sein du groupe EPMD sous le nom de scène E Double, ou The Green-Eyed Bandit. Le groupe publie son premier vinyle, It's My Thing, qui sera vendu à 500 000 exemplaires.
Après une première séparation avec le groupe EPMD, Sermon publie son premier album en solo en 1993, intitulé No Pressure au label Def Jam, qui atteint la 16e place du Billboard 200. Il est suivi par un deuxième album, Double or Nothing, le 7 novembre 1995 qui fait moins bien que son prédécesseur, atteignant la 35e place du Billboard 200. EPMD se reforme en 1997, mais arrête définitivement en 1999. Erick Sermon en profite alors pour reprendre de plus belle sa carrière solo en tant que rappeur et producteur pour Keith Murray, En Vogue, Blackstreet, et Redman, entre autres.
En 2000, Sermon signe avec le label J Records, et publie son album Music l'année suivante, le 25 septembre 2001 qui atteint la 33e place du Billboard 200. Le premier single de l'album s'intitule Music, composé avec Marvin Gaye. Le single atteint la 22e place du Billboard Hot 100. Le deuxième album de Sermon chez J Records, React est publié le 22 novembre 2002.
Le 12 novembre 2011, Sermon est frappé par une crise cardiaque, et en récupérera peu de temps après.

## Discographie

### Albums studio
- 1993 : No Pressure (Def Jam
- 1995 : Double or Nothing (Def Jam)
- 2000 : Def Squad Presents Erick Onasis (DreamWorks Records)
- 2001 : Music (J Records)
- 2002 : React (J Records)
- 2004 : Chilltown, New York (Motown / Def Jam)

### Albums collaboratifs
- 1988 : Strictly Business (avec EPMD)
- 1989 : Unfinished Business (avec EPMD)
- 1990 : Business as Usual (avec EPMD)
- 1992 : Business Never Personal  (avec EPMD)
- 1997 : Back in Business (avec EPMD)
- 1998 : El Niño (avec Def Squad)
- 1999 : Out of Business  (avec EPMD)
- 2000 : Def Squad Presents Erick Onasis (avec Def Squad)
- 2008 : We Mean Business  (avec EPMD)
- 2015 : E.S.P. (Erick Sermon's Perception) (avec EPMD)